# Sócias do Prazer
Sócias do Prazer é um filme brasileiro de 1980, com direção de Waldir Kopesky.

## Elenco
- Andrea Camargo
- Eudes Carvalho
- Suleiman Daoud
- Alexandre Dressler
- Sílvia Gless
- Célia Gomes
- Felipe Levy
- André Lopes
- José Lucas
- Isa Mark
- Matilde Mastrangi
- Clarisse Ruiz
- Alfredo Scarlatti Júnior
- Alvamar Taddei
- Fábio Vilalonga